# Adeodato I
Adeodato I (en latín: Adeodatus), cuyo nombre significa entregado por Dios, es también conocido como Diosdado I o Deusdedit. Era hijo de un subdiácono llamado Esteban y fue elegido papa 68.º de la Iglesia católica el 13 de noviembre de 615, tras cuarenta años de sacerdocio. Su origen es italiano.
Según la tradición fue el primer papa en usar el sello papal (bullae) en los documentos pontificios. 
En su sello aparece el Buen Pastor rodeado de sus ovejas con las letras alfa y omega en el fondo.
Fue conocido por ser taumaturgo, ya que se dice que curaba distintos tipos de enfermedades apoyando sus labios en las heridas de los enfermos.
Fue canonizado por la Iglesia católica, que celebra su fiesta el 8 de noviembre.